# اوکوما شیگه‌نوبو
اوکوما شیگه‌نوبو (به ژاپنی: 大隈 重信) (زاده ۱۱ مارس ۱۸۳۸ - درگذشته ۱۰ ژانویه ۱۹۲۲) سیاستمداری در دوره امپراتوری ژاپن و هشتمین نخست‌وزیر (۳۰ ژوئن ۱۸۹۸–۹ نوامبر ۱۸۹۸) و هفدهمین نخست‌وزیر (۱۶ آوریل ۱۹۱۴–۹ اکتبر ۱۹۱۶) این کشور بود.
او هم‌چنین از مدافعان اولیه دانش و فرهنگ غربی در ژاپن و از بنیانگذاران دانشگاه واسدا بود.